# Челав (дегестан)
Челав (перс. چلاو) — дегестан в Ірані, в Центральному бахші, в шагрестані Амоль остану Мазендеран. За даними перепису 2006 року, його населення становило 4247 осіб, які проживали у складі 1154 сімей.

## Населені пункти
До складу дегестану входять такі населені пункти:
- Аліместан
- Андвар
- Бозрудашт
- Ґат-Кола
- Ґенкарадж-Кола
- Даю
- Зард-Банд
- Зар-Хуні
- Камарбон
- Кандева
- Капін
- Колард
- Лагаш
- Ларак
- Мадан-е-Ґач
- Манґоль-е Джонубі
- Маріджан
- Могаммадабад
- Наджар-Кола
- Нешель
- Паран
- Паріме
- Паша-Кола
- Разаке
- Санґ-Чаль
- Сіях-Біше
- Тіяр
- Херем
- Хушеваш
- Чаме-Бен
- Шах-Зейд